# Isolatore sismico

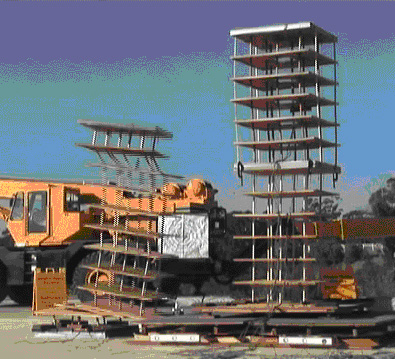
Prova su tavola vibrante di un modello strutturale non isolato (a sinistra) e isolato alla base (a destra)

Nel campo dell'ingegneria civile e dell'architettura con il termine isolatori sismici si intendono tutti quei dispositivi che servono a isolare la struttura portante degli edifici dagli effetti di un terremoto.

## Storia
Da sempre i costruttori hanno cercato sistemi idonei per difendersi dai terremoti. Sembra che già i greci in alcuni antichi templi avessero interposto tra il terreno e le fondazioni del tempio degli strati di materiale idoneo a far "scivolare" la costruzione rispetto al terreno in caso di terremoto. È un dato di fatto che molte antiche costruzioni hanno superato indenni diversi terremoti distruttivi.
I principi dell'isolamento sismico hanno quindi origini immemorabili ma solo con l'utilizzo dei moderni metodi di calcolo e con la diffusione dei computer si è potuta dimostrare e quantificare sia numericamente che sperimentalmente la loro efficacia e sono così iniziate le prime applicazioni a partire dalla fine degli anni settanta del XX secolo.
L'uso dei dispositivi moderni atti ad isolare la struttura dal terremoto è nato inizialmente nel campo dell'ingegneria dei ponti. Infatti fin dagli anni sessanta del XX secolo si faceva uso in diversi paesi del mondo di apparecchi di appoggio in neoprene armato o in acciaio-teflon, di dispositivi oleodinamici per dissipare energia e assorbire le forze di frenatura, ecc.
I primi viadotti italiani in zona sismica, dotati di dispositivi antisismici, sono stati costruiti negli anni settanta. Dal campo dei ponti l'impiego si è poi rapidamente esteso anche all'edilizia in generale.
Un forte impulso all'utilizzo di questa innovativa tecnica o strategia di ingegneria sismica si è avuto a seguito del violento terremoto di Kobe in Giappone nel 1995, terremoto che provocò oltre 6.000 vittime e 300.000 persone sfollate. Subito dopo il terremoto, i cittadini e gli specialisti persero ogni fiducia sulla sbandierata capacità di prevedere i terremoti e sulle tecniche di costruzione antisismiche. Per contro, tale evento disastroso mise in evidenza l'ottima risposta degli edifici dotati di isolatori sismici alla base rispetto alle strutture antisismiche tradizionali a 'base fissa'. Infatti, a differenza di quelle antisismiche convenzionali, le strutture isolate superarono indenni il terremoto.
Nel (2009) risultavano nel mondo già oltre 10.000 edifici dotati di isolamento sismico, realizzati soprattutto in Giappone dopo il terremoto di Kobe.

## Descrizione

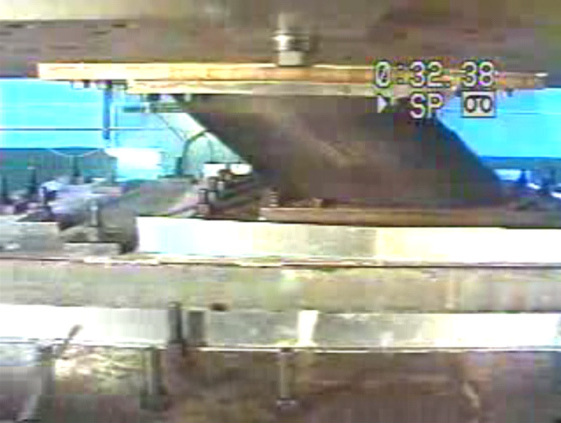
isolatore elastomerico durante una prova in laboratorio

Comportamento su tavola vibrante di modellini di struttura con e senza isolamento.

### Principio di funzionamento
Interponendo gli isolatori tra le fondazioni e le strutture in elevazione si disaccoppiano le frequenze del sisma dalle frequenze della struttura in elevazione e si evita così l'insorgere di fenomeni di risonanza. Per ottenere questo risultato il sistema di isolamento deve essere progettato in modo tale che la struttura isolata abbia un periodo (inverso della frequenza) proprio fondamentale superiore ai 2,0 - 2,5 sec e almeno triplo rispetto al periodo proprio della stessa struttura non isolata. In questo modo la struttura isolata si comporta durante il sisma quasi come un corpo rigido che tende a rimanere fermo rispetto alle vibrazioni del terreno. Oltre alla riduzione delle forze orizzontali per effetto dell'aumento del periodo fondamentale (e quindi delle sollecitazioni interne alla struttura) si può avere anche un'ulteriore riduzione delle forze se il sistema di isolamento è caratterizzato pure da alti valori di smorzamento relativo.
Utilizzando gli isolatori sismici si progetta una struttura che rimane in campo elastico anche durante i terremoti più violenti e conserva integre le capacità dissipative di energia offerte dalla duttilità.
Questa tecnica coinvolge la protezione dal sisma nella sua globalità: non solo si prevede che l'edificio non debba crollare (salvare vite umane), ma si preservano senza alcun danno le strutture, i tamponamenti, gli impianti, ecc. 
L'efficacia di questi dispositivi è confermata, oltre al fatto dell'ottimo comportamento di migliaia di strutture isolate che hanno superato senza alcun danno i più severi terremoti verificatosi negli ultimi decenni, anche da numerose ricerche e sperimentazioni in scala reale su tavola vibrante. 

### Tipi di isolatori
Si possono considerare tre categorie di isolatori e diversi tipi per ogni categoria. 
I diversi dispositivi possono essere anche utilizzati in modo complementare nella stessa struttura:
- Isolatori elastomerici. Hanno una elevata rigidezza verticale e una bassa rigidezza orizzontale che consente di portare il periodo proprio della struttura isolata fuori dal campo delle frequenze dei terremoti. Ne esistono di diversi tipi:
  - i più semplici e i più collaudati sono quelli realizzati in elastomero (a basso o ad alto smorzamento) armato con lamierini metallici;
  - esistono anche isolatori elastomerici che hanno inserito al loro interno un blocco di piombo che consente un'ulteriore capacità dissipativa di energia;
- Isolatori a scorrimento. Consentono di limitare ad un valore prefissato (molto basso) la forza totale orizzontale di natura dinamica che sollecita la struttura durante il sisma (taglio totale alla base). Anche di questa famiglia ne esistono di diversi tipi:
  - Isolatori a scorrimento (acciaio-teflon) su superfici piane ad attrito radente con o senza lubrificazione; questi isolatori necessitano di un sistema elastico di ricentramento dopo il sisma e possono essere associati ad isolatori elastici elastomerici che assolvono tale funzione;
  - Isolatori a pendolo scorrevole, semplice, doppio o triplo, sempre a scorrimento (acciaio-teflon) come i precedenti ma lo scorrimento avviene su superfici sferiche il che consente l'autocentramento della struttura dopo il sisma;
- Isolatori metallici a rotolamento. Consentono di isolare anche strutture leggere e flessibili sfruttando il basso valore dell'attrito volvente. Esistono già numerose applicazioni in Giappone mediante isolatori metallici a ricircolo di sfere o su rulli.

### Accorgimenti progettuali per strutture isolate
La costruzione antisismica tramite isolatori comporta un adeguamento dell'intera tecnica di progettazione e realizzazione dell'edificio stesso.
Una prima attenzione va posta sulle analisi geotecniche e geologiche preliminari alla progettazione e sul terremoto di progetto atteso in quel sito. Infatti, se si prevede un terremoto di progetto che abbia un'elevata quantità di energia alle basse frequenze (generalmente con terreni molto soffici) il sistema di isolamento va studiato accuratamente.
Inoltre, verificandosi in caso di terremoto un movimento relativo tra la struttura soprastante e la parte solidale con le fondazioni, bisogna prevedere di distanziare le due parti opportunamente per evitare che entrino in contatto urtando violentemente. Parimenti, per lo stesso motivo, va posta attenzione al progetto degli impianti (elettrico, idraulico, gas, ecc.). Essi devono essere 'adattati' a una struttura che non è più vincolata rigidamente al terreno e quindi devono essere resi possibili spostamenti relativi rispetto alla parte vincolata al suolo per evitare che durante il sisma si danneggino gli impianti. Ciò si realizza mediante opportuni giunti mobili o flessibili (sul modello dei giunti di dilatazione termici).

### Costi aggiuntivi
La tecnica dell'isolamento comporta dei costi aggiuntivi dati dal sistema di isolamento. Detti costi sono ampiamente compensati da un'effettiva protezione dal rischio sismico e, complessivamente, incidono solo di qualche punto percentuale sul costo finale dell'edificio. Se si considera però il risparmio di materiale della struttura in elevazione rispetto alla stessa struttura non isolata si possono ottenere anche significative riduzioni dei costi come risulta dalle più recenti realizzazioni in Cina.

### Alcuni famosi edifici isolati dal sisma

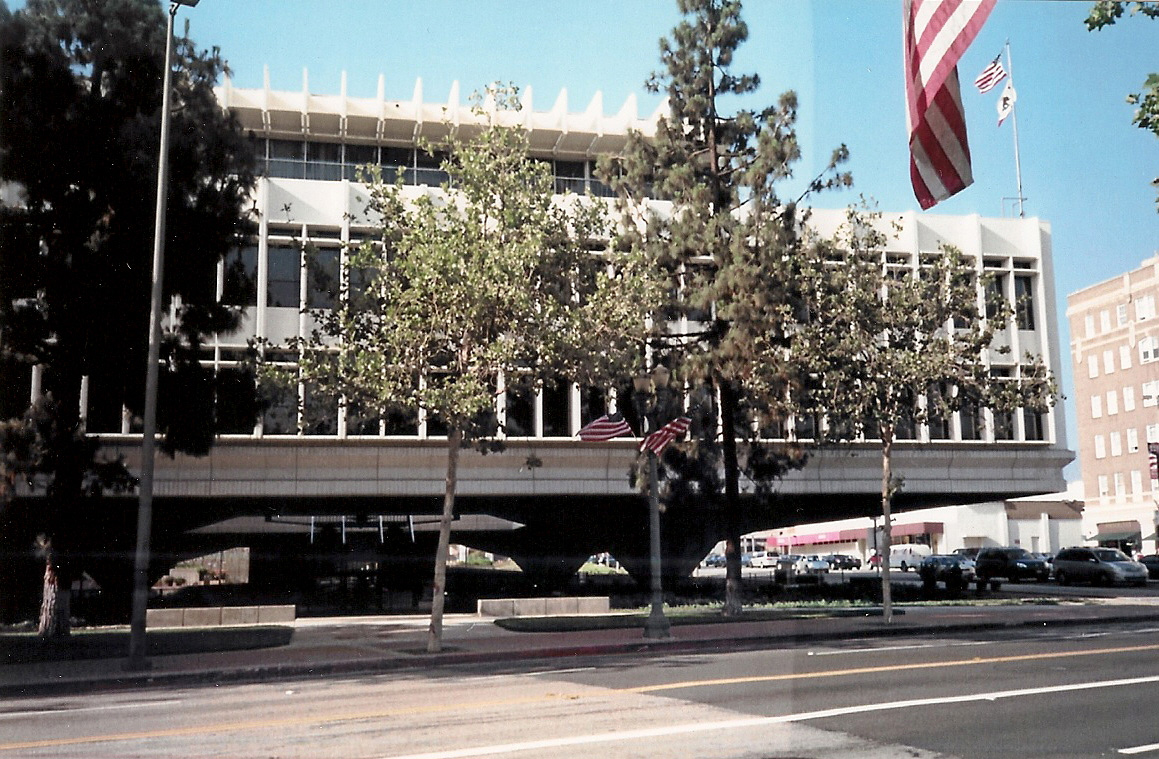
Edificio dei Servizi Comunali di Glendale
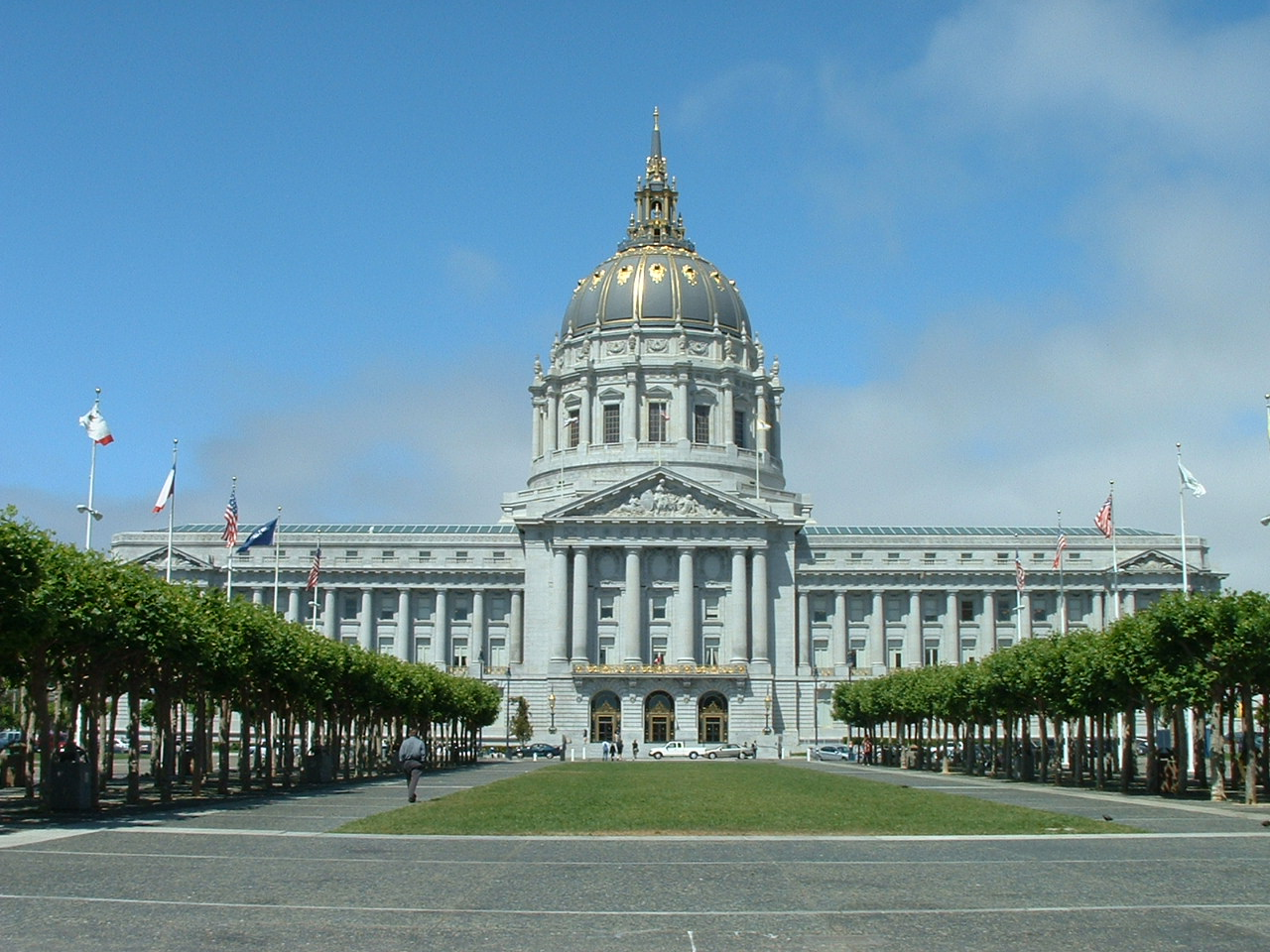
San Francisco Municipio, California
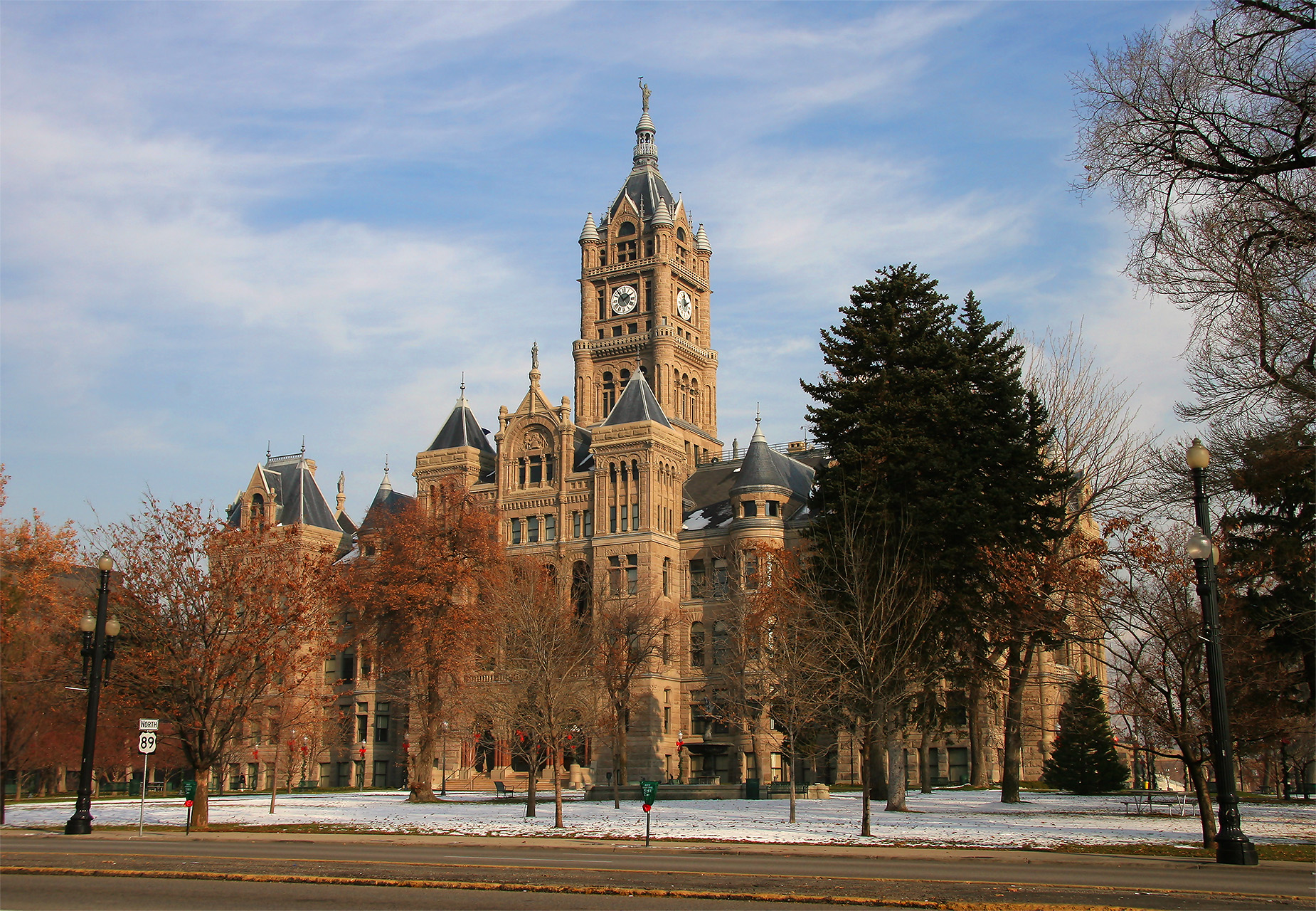
Salt Lake City e Provincia Municipio, Utah
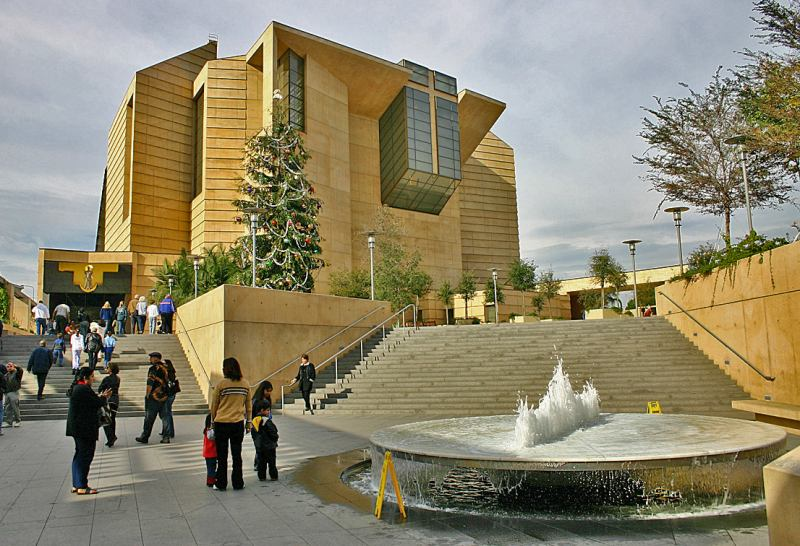
Cattedrale di Nostra Signora degli Angeli a Los Angeles, dotata di isolamento sismico